# 발견기념비

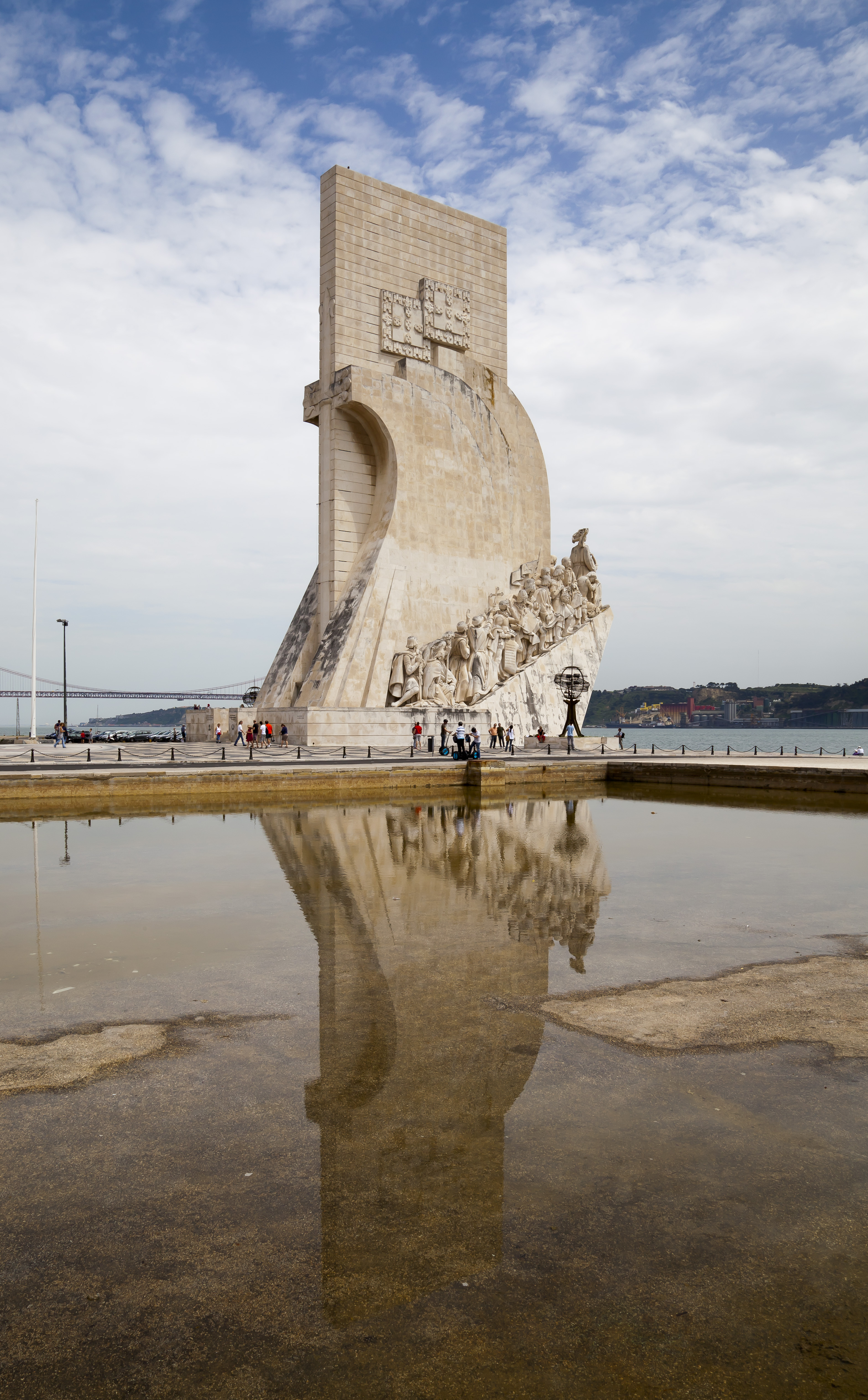
발견기념비

발견기념비(포르투갈어: Padrão dos Descobrimentos 파드랑 두스 데스코브리멘투스[*])는 포르투갈 리스본 산타마리아데벨렝의 타구스강 연안에 있는 대항해 시대를 기념하는 기념비이다. 길이는 46m, 넓이는 20m, 높이는 52m, 깊이는 20m이다. 1958년 2월 3일에 공사를 시작했으며 1960년 10월 10일에. 준공되었다.

## 구조
기념비의 맨 앞쪽에는 엔히크 왕자의 조각상이 설치되어 있으며 동쪽 부분과 서쪽 부분에는 다음과 같은 인물들의 조각상이 설치되어 있다.

### 동쪽 부분
- 포르투갈의 아폰수 5세
- 바스쿠 다 가마 (인도로 가는 해양 항로를 발견한 탐험가)
- 아폰수 곤살베스 발다이아 (항해가)
- 페드루 알바르스 카브랄 (브라질을 발견한 탐험가)
- 페르디난드 마젤란 (최초로 세계 일주를 한 탐험가)
- 니콜라우 코엘류 (탐험가)
- 가스파르 코르트헤알 (탐험가)
- 마르팅 아폰수 드 소자 (탐험가)
- 주앙 드 바후스 (작가)
- 이스테방 다 가마 (선장)
- 바르톨로메우 디아스 (최초로 희망봉을 항해한 탐험가)
- 디오구 캉 (최초로 콩고강에 도착한 탐험가)
- 안토니우 드 아브레우 (항해사)
- 아폰수 드 알부케르크 (제2대 포르투갈령 인도 부왕)
- 프란치스코 하비에르 (선교사)
- 크리스토방 다 가마 (선장)

### 서쪽 부분
- 코임브라 공작 페드루 (주앙 1세 국왕의 아들)
- 랭커스터의 필리파 (주앙 1세 국왕의 왕비)
- 페르낭 멘데스 핀투 (탐험가 겸 작가)
- 곤살루 드 카르발류, (도미니코 수도회 선교사)
- 엔히크 드 코임브라, (프란치스코회 선교사)
- 루이스 드 카몽이스 (항해사를 주제로 한 서사시 《우스 루지아다스》를 쓴 시인)
- 누누 곤살베스 (화가)
- 고메스 이아느스 드 주라라 (연대기 작가)
- 페루 다 코빌량 (여행가)
- 제우다 크레스케스 (지도 제작자)
- 페드루 이스코바르 (도선사)
- 페드루 누느스 (수학자)
- 페루 드 알렝케르 (도선사)
- 질 이아느스 (항해사)
- 주앙 곤살베스 자르쿠 (항해사)
- 페르난두 성왕자 (주앙 1세 국왕의 아들)

## 미디어
- KBS 1TV : 《걸어서 세계속으로》